# Sogatella molina
Sogatella molina är en insektsart som först beskrevs av Ronald Gordon Fennah 1963.  Sogatella molina ingår i släktet Sogatella och familjen sporrstritar. Inga underarter finns listade i Catalogue of Life.